# 十市遠忠
十市 遠忠（とおち/とおいち とおただ）は、戦国時代の武将。官位は従五位下・兵部少輔。大和国龍王山城主。
武勇に優れ、歌道（三条西実隆に師事）や書道にも通じ、文武両道の武将として十市氏の最盛期を築いたとされる。最大領域は十市郡・式上郡といった大和北西部を占め、遠く伊賀国までその領地を広げた。推定石高は6万石。

## 略歴
明応6年（1497年）、十市遠治の子として誕生。
享禄元年（1528年）、畠山氏の重臣・木沢長政が大和へ侵攻した際に義弟・筒井順昭と袂を分かち、木沢・筒井氏と戦った。特に木沢長政と戦った龍王山城と信貴山城の戦いは熾烈を極めた。天文元年（1532年）7月、大和一向宗と興福寺衆徒の間で天文の錯乱が起こり興福寺が焼けた。8月、一向一揆は高取城の越智家栄を攻めるが筒井氏、十市氏の活躍で潰滅した。
天文2年（1533年）、父の死を受けて家督を継ぐ（家督を継いだのは1528年以前とも）。天文5年（1536年）、龍王山にあった城を改修し、北側に新たに本城を築いて南北一体の大規模な城を築いた。その後、居城を十市城（現・奈良県橿原市十市町）から龍王山城に移している。1月21日、春日社参し御幣料1貫・神楽料5貫備進する（春日大社文書852）。天文7年（1538年）2月29日、大和興福寺供目代御房へ大仏供上庄外護職を請けて忠勤を約束する（春日神社文書）。天文9年（1540年）9月、興福寺の依頼で幕府の仲裁があり、筒井順昭と和睦する（「公儀日記」）。 
天文11年（1542年）、木沢長政が河内国で討死するとそれに乗じて勢力を拡大し、多くの与力衆をもつ一角の大名となった。上洛に外様15人、殿原衆40余人・中間衆6、70人を従えたといわれ、天文13年（1544年）7月、筒井順昭の小柳生城攻めに従ったときは300人を指揮している。総兵力は馬上60騎・雑兵6、700人といわれる。遠忠の死後、家督は嫡子・遠勝が継いだ。
（辞世の句）

## 編纂物

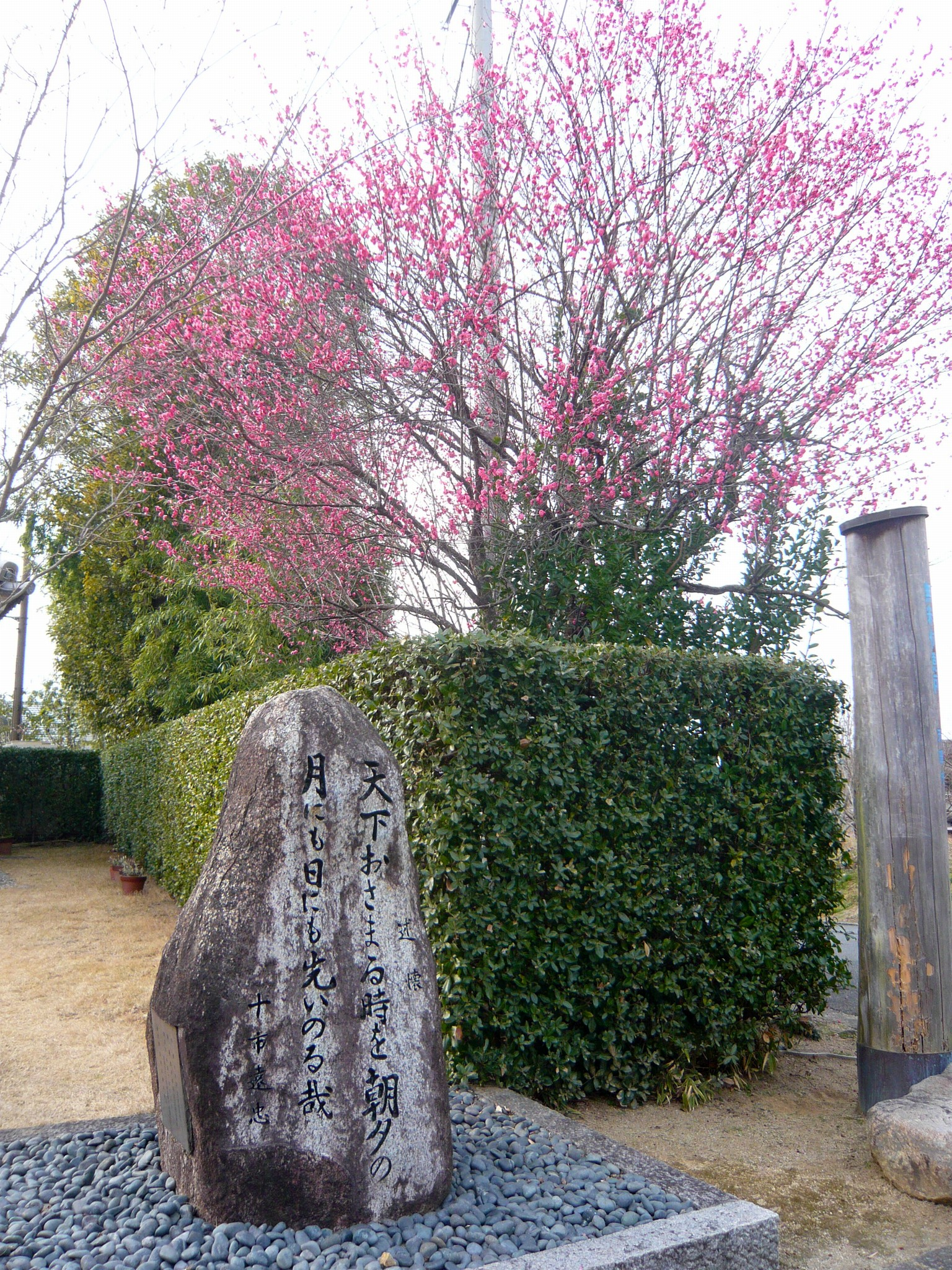
天理市トレイルセンター前の碑「述懐　天下おさまる時を朝夕の月にも日にも光いのる哉」

遠忠が詠んだ和歌等が群書類従や続群書類従に『十市遠忠三十六番自歌合』・『十市遠忠百首』・『十市遠忠百番自歌合』等が収められている。
- 明わたる天のかぐ山そらかけてとをちの里の梅の下風,十市御縣坐神社法楽歌[2]

## 系譜
- 父：十市遠治
- 母：不詳
- 室：筒井順興の娘
  - 長男：十市遠勝
  - 次男：十市遠長（常陸介）